# ألبرت فنسنت كيسي
ألبرت فنسنت كيسي (بالإنجليزية: Albert Vincent Casey)‏ هو سياسي أمريكي، ولد في 28 فبراير 1920 في الولايات المتحدة، وتوفي في 10 يوليو 2004 في نفس البلد. انتخب الرئيس التنفيذي.